# Tanukhidi

Mappa della confederazione delle tribù Tanukhide.

I Tanukhidi (in arabo التنوخيون‎?), noti anche come Tanukh (in arabo تنوخ‎?), o Banū Tanūkh (بنو تنوخ‎, translitterato come: Banū Tanūḫ) erano una confederazione di tribù arabe, individuati talvolta come Saraceni. Salirono alla ribalta per la prima volta nell'Arabia settentrionale e nella Siria meridionale nel II secolo d.C. Sia le iscrizioni Lakhmide che quelle Tanukhide sono state ritrovate a Umm el-Jimal in Giordania e Namara in Siria. L'antica confederazione tribale Tanukh fu in gran parte rilevata da diversi rami delle grandi tribù Azd e Quda'a. La loro base principale al tempo del loro sovrano più celebre, la regina Mavia, era ad Aleppo.  Durante l'VIII e il IX secolo, le roccaforti Tanukhidi erano le città di Qinnasrin e Maarat al-Numan.

## Storia
Alla fine del II secolo, un ramo della tribù Azd, dall'Arabia meridionale, migrò ad al-Hasa dove si stavano stabilendo i Tanukhidi. Gli Azd si allearono con i Tanukhidi, entrando a far parte della confederazione. I due sceicchi (capi tribali) cedettero il governo a Malik ibn Fahm (196-231), che li condusse in quelli che oggi sono l'Iraq e la Siria, e dopo aver combattuto con altre tribù della zona, controllò tutta l'area dell'odierna Giordania e parti dell'Iraq. Gli successe suo fratello 'Amr ibn Fahm che regnò per un breve periodo, e dopo di lui subentrò Jadhima ibn Malik (233-268). Dopo la morte di Jadhima, gli successe il figlio di sua sorella 'Amr ibn Adi, un Lakhmide, poiché Jadhima non aveva figli maschi, stabilendo così la dinastia Lakhmide. Altri Tanukhidi si stabilirono in Siria. Nelle leggende arabe si afferma che 'Amr ibn 'Adi sia stato l'unico vincitore nella guerra contro l'Impero di Palmira di Zenobia, ma questi miti "sono probabilmente un amalgama di realtà e finzione". È chiaro, tuttavia, che i Tanukhidi giocarono un ruolo chiave nella sconfitta delle forze di Zenobia da parte dell'imperatore Aureliano.
Nel IV secolo d.C., i Tanukhidi divennero la prima tribù araba a servire come foederati (alleati) nell'Oriente romano. Il loro territorio si estendeva dalla Siria a nord fino al Golfo di Aqaba, aree in cui erano emigrati dall''Arabia meridionale dopo l'ascesa dell'influenza sasanide nello Yemen un secolo prima. Le cronache riportano che fossero devoti al cristianesimo, all'apostolo Tommaso e al monachesimo, con molti monasteri associati alla tribù. Nel 378, la loro regina Mavia li guidò in una rivolta contro l'imperatore Valente. Fu raggiunta una tregua che fu rispettata per un certo periodo, con Mavia che inviò persino una flotta di cavalleria in risposta alle richieste romane di aiuto per scongiurare un attacco da parte dei Goti. L'alleanza crollò sotto Teodosio I, con i Tanukhidi che si ribellarono nuovamente al dominio romano.
I Tanukhidi furono cristianizzati nel III o IV secolo, probabilmente mentre si trovavano nella metà orientale della mezzaluna fertile. Nel IV secolo erano descritti come aventi uno "zelo fanatico per il cristianesimo" e nel VI secolo come "zelanti soldati cristiani". Nel VII secolo, durante la conquista musulmana del Levante, i Tanukhidi combatterono al fianco dei romani contro i musulmani, in particolare nella battaglia di Yarmouk. Dopo Yarmouk, il loro status di foederati terminò. Furono descritti come una "comunità cristiana autonoma a Bilad al-Sham" fino al regno del califfo abbaside al-Mahdi (775-785), in seguito al quale appaiono come musulmani. Si ritiene che la loro conversione all'Islam sia stata imposta da al-Mahdi.
Nell'XI secolo, i Tanukhidi del Monte Libano instaurarono la comunità drusa in Libano in ragione degli stretti legami della loro leadership con l'allora califfo fatimide al-Hakim bi-Amr Allah. Nel XIV secolo, le parti centrali del Monte Libano erano descritte come una roccaforte Tanukhide, che ospitava sia musulmani drusi che sciiti. I membri dei Tanukhidi sul Monte Libano includono Al-Sayyid al-Tanukhi, un eminente teologo e cronista druso del XV secolo; e Muhammad bin al-Muwaffaq al-Tanukhi, un emiro e musulmano sciita vissuto nel XIII secolo.